# Ozero Chudovets
Ozero Chudovets (ryska: Озеро Худовец) är en sjö i Belarus.   Den ligger i voblasten Minsks voblast, i den norra delen av landet, 120 km nordost om huvudstaden Minsk. Ozero Chudovets ligger 164 meter över havet. Arean är 0,60 kvadratkilometer. Den ligger vid sjön Vozera Sialjava. Den sträcker sig 1,8 kilometer i nord-sydlig riktning, och 1,3 kilometer i öst-västlig riktning.
I omgivningarna runt Ozero Chudovets växer i huvudsak blandskog. Runt Ozero Chudovets är det glesbefolkat, med 15 invånare per kvadratkilometer.